# Asunción Acatlán
Asunción Acatlán är en ort i Mexiko.   Den ligger i kommunen San Juan Juquila Mixes och delstaten Oaxaca, i den sydöstra delen av landet, 400 km sydost om huvudstaden Mexico City. Asunción Acatlán ligger 1 309 meter över havet och antalet invånare är 514.
Terrängen runt Asunción Acatlán är huvudsakligen kuperad, men norrut är den bergig. Runt Asunción Acatlán är det glesbefolkat, med 10 invånare per kvadratkilometer. Närmaste större samhälle är San Juan Juquila, 5,6 km nordost om Asunción Acatlán. I omgivningarna runt Asunción Acatlán växer huvudsakligen savannskog.